# Zgromadzenie Narodowe (Bangladesz)
Zgromadzenie Narodowe (ben. জাতীয় সংসদ) – jednoizbowy parlament Bangladeszu, główny organ władzy ustawodawczej w tym kraju. Składa się z 350 deputowanych powoływanych na pięcioletnią kadencję. 
Wybór parlamentarzystów odbywa się dwuetapowo. Najpierw przeprowadzane są wybory bezpośrednie w 300 jednomandatowych okręgach wyborczych, z zastosowaniem ordynacji większościowej. Następnie sumuje się głosy oddane na poszczególne ugrupowania we wszystkich okręgach, aby ustalić, jakie poparcie procentowe każda z nich zebrała w skali całego kraju. Tak uzyskana proporcja służy do podziału między partie pozostałych 50 mandatów. Partia może swobodnie wybrać kandydatów, którzy zajmą przyznane jej w tej fazie mandaty, jednak następnie wybór ten musi zostać zaakceptowany w głosowaniu przez cały parlament. Dodatkowo obowiązuje wymóg, aby co najmniej trzy z pięćdziesięciu mandatów obsadzanych w drugiej fazie przypadło w udziale kobietom.  
Czynne prawo wyborcze przysługuje obywatelom Bangladeszu mającym ukończone 18 lat i w dniu wyborów zamieszkującym na terenie okręgu, w którym oddają głos. Aby móc kandydować, należy mieć ukończone 25 lat. 